# Animal Rights
| Recensione           | Giudizio |
| -------------------- | -------- |
| AllMusic             | [ 1 ]    |
| Robert Christgau     | A−       |
| Entertainment Weekly | C+       |
| NME                  | 8/10     |
| Drowned in Sound     | 9/10     |
| Rolling Stone        | [ 6 ]    |
| Sputnikmusic         |          |

Animal Rights è un album del musicista di elettronica Moby, pubblicato il 23 settembre 1996.

## Genesi
A causa della delusione per il negativo riscontro mediatico che aveva ricevuto da parte dei critici musicali per le sue opere, Moby aveva deciso di "ritornare alle origini", pubblicando un album di sola musica punk rock. Quest'ultimo però non è riuscito a ricevere il successo sperato e quindi non è stato preso molto sul serio dai fans.
Per ironia della sorte, appena Richard Hall si è allontanato dalla techno, essa acquistò molta popolarità e divenne un colosso della musica grazie a gruppi quali The Chemical Brothers e The Prodigy.
L'album è accompagnato da varie foto e quadri, presenti nel retro di copertina e nel booklet (una di queste è stata usata come copertina e mostra il musicista, a due settimane di vita, che viene tenuto in braccio dal nonno) e vari saggi riguardanti i diritti fondamentali umani e non nella storia, il disprezzo per la Christian Coalition.
Inoltre è presente una pagina di "massime dell'ultimo minuto", in cui appunto ci sono delle riflessioni di Moby sui difetti dell'uomo e della società. Alcune in particolare sono "la crudeltà è inaccettabile" e "non si può invitare la gente a preoccuparsi per il mondo quando non si riesce nemmeno a morire per i propri figli."

## Accoglienza
L'album è stato letteralmente stroncato al momento della sua prima pubblicazione, però, negli anni successivi, ha ottenuto recensioni generalmente positive. Moby in precedenza si era fatto conoscere con la musica elettronica, ma con Animal Rights simpatizza totalmente con due generi pressoché opposti: il punk rock e l'ambient.
Mentre la maggior parte dei critici ha elogiato il suo tentativo di diversificare, lo scrittore di Salon.com Douglas Wolk, per esempio, opina che l'album <<rappresenta la caduta di Moby sul suo naso>> e conclude affermando che <<forse qualcuno dovrebbe cercare di convincere Moby che le chitarre sono in realtà fatte di animali morti>>; la Rolling Stone dice che <<questa volta, ha deciso di sfruttare l'ordine del giorno, invece che i confini>>. Stephen Thomas Erlewine di AllMusic suggerisce che il disco <<si colloca come uno dei classici album falliti, proprio a fianco della big-band di Sinéad O'Connor Am I Not Your Girl.>> 
Richard, che sembrava aspettarsi tutte queste critiche negative, ha aggiunto la seguente supplica al fondo della pagina dei crediti: "vi prego di ascoltare Animal Rights in tutti i suoi elementi almeno una volta."
Secondo il manager Eric Härle, l'album ha quasi ucciso la carriera di Hall, perché non solo la nuova direzione lascia il pubblico a freddo - con i media disinteressati e la sua base di fan già in gran parte dipendente da essi - ma ha portato le persone a confondersi sulla vera identità musicale di Moby. Dopo aver spazzato via tutti i suoi primi lavori affermandocisi, questi venne abbandonato a lottare per qualsiasi tipo di riconoscimento e venne rapidamente visto come un "è-stato".
Nella classifica di Billboard Heatseekers, il disco ha raggiunto la posizione numero 31.

## Tracce
Tutti i brani sono stati composti da Moby, tranne That's When I Reach For My Revolver, scritto da Clint Conley.

### UK
1. Now I Let It Go – 2:08
2. Come On Baby – 4:39
3. Someone to Love – 2:51
4. Heavy Flow – 1:54
5. You – 2:33
6. My Love Will Never Die – 4:32
7. Soft – 3:57
8. Say It's All Mine – 6:04
9. That's When I Reach for My Revolver – 3:55
10. Face It – 10:01
11. Living – 6:59
12. Love Song for My Mom – 3:40

### USA
1. Dead Sun - 3:40
2. Someone to Love - 3:09
3. Heavy Flow - 1:55
4. You - 2:33
5. Now I Let It Go - 2:09
6. Come on Baby - 4:30
7. Soft - 3:54
8. Anima - 2:25
9. Say It's All Mine - 6:04
10. That's When I Reach for My Revolver - 3:55
11. Alone - 10:45
12. Face It - 10:00
13. Old - 3:06
14. Living - 6:58
15. Love Song for My Mom - 3:38
16. A Season in Hell - 3:57

### Disco bonus:Little Idiot
Ai fan di Hall nel Regno Unito, che erano troppo giovani per comprarsi Animal Rights, veniva venduto un disco di 49 minuti chiamato Little Idiot. Esso è composto interamente da brani drum-free ambient ed è il secondo di una serie di CD bonus ambientali (il precedente era Underwater, pubblicato insieme a Everything Is Wrong).
Nell'album bonus sono inclusi alcuni pezzi dell'album punk e b-sides dei suoi singoli.
La copertina mostra appunto il "Little Idiot", caricatura di Richard Melville usata per la prima volta nel video e nella cover di Bring Back My Happiness.
1. Degenerate - 3:24
2. Dead City - 4:52
3. Walnut - 3:05
4. Old - 5:05
5. A Season in Hell - 4:00
6. Love Song For My Mom - 3:44
7. The Blue Terror Of Lawns - 3:22
8. Dead Sun - 3:42
9. Reject - 18:24